# فيليب الرابع المقدوني
فيليب الرابع المقدوني (اليونانية: Φίλιππος Δ'ὁ Μακεδών، توفي 297 ق.م) ابن كاساندر، خلف والده لفترة قصيرة على عرش مقدونيا قبل وفاته. توفي فيليب الرابع بسبب الضمور في إيلاتيا ، تاركًا العرش لإخوته الصغيرين، أنتيباتر والإسكندر.